# Die Sendung der Lysistrata
Das Fernsehspiel Die Sendung der Lysistrata von Fritz Kortner beruht auf Aristophanes’ antiker Komödie „Lysistrata“. Theaterregisseur Kortner gab damit sein Debüt als TV-Regisseur. Produziert wurde der Film vom Norddeutschen Rundfunk für 530.000 D-Mark. Mehrere Anstalten der ARD in CDU-regierten Bundesländern wollten auf die Aufführung verzichten und gaben neben sittlichen Gründen an, dass auch politische Erwägungen eine Rolle spielen, unter anderem der Intendant des Süddeutschen Rundfunks: „Ich halte die Aufzeichnung für ästhetisch unter der Grenze, sittlich anstößig und politisch einseitig.“ Der Koordinator des Bayerischen Rundfunks, Claus Münster, fand: „Die Verfechter einer Atomrüstung werden auf eine Weise karikiert, die einfach unfair ist.“ Die Debatte fand statt vor dem Hintergrund der Pläne der Regierung Adenauer, die Bundeswehr atomar zu bewaffnen.
Kurz vor der geplanten Ausstrahlung brachte ein Verleih den Film in diesen Bundesländern in die Kinos, etwa in München. Möglich war das, weil der Filmproduzent Gyula Trebitsch, der sein Hamburger Studio für den Dreh zur Verfügung gestellt hatte, im Gegenzug, eigentlich nur zwecks Auswertung im Ausland, sich dabei auch die Kinoaufführungsrechte für die Bundesrepublik gesichert hatte. Die Freiwillige Selbstkontrolle gab den Film ab 18 Jahren frei. Die Gegner einer Ausstrahlung verwiesen daraufhin auf die unterschiedlichen Rezeptionsbedingungen: die Kinos würden von den Besuchern freiwillig aufgesucht, derweil die Sender „ungefragt in die Wohnungen gehen“. Kortner entschärfte Aristophanes’ Dialoge für seine Fassung und ließ unter anderem Romy Schneiders Dialogpassage entfallen, in der sie jammert, seit Längerem keinen „achtzölligen Tröster“ gehabt zu haben. Der Widerstand gegen das Fernsehspiel fiel schließlich in sich zusammen, fast alle zuvor ablehnenden Anstalten strahlten es am 17. Januar 1961 doch aus. Nur in Bayern blieben nach zehn Uhr abends die Bildschirme leer. Zu einer Ausstrahlung im Bayerischen Rundfunk kam es am 20. April 1975.
In der zeitgenössischen Rahmenhandlung hat die Schauspielerin Agnes zwei Ehepaare eingeladen, um sich mit ihrem Mann die Ausstrahlung eines Fernsehspiels anzusehen, in dem sie die Hauptrolle spielt. Das erste Ehepaar sind der Vorgesetzte ihres Mannes und seine Frau, das zweite Uschi, die ebenfalls im Fernsehfilm mitwirkt, und ihr Mann. Agnes’ Mann ist Chemiker, hat einen neuen Treibstoff erfunden und ein finanziell vielversprechendes Angebot aus den Vereinigten Staaten erhalten. Seine Frau fürchtet aber, dass die Ergebnisse seiner Arbeit letztlich dem Militär zugutekommen. Das Fernsehspiel ist in der Antike angesiedelt. Athen und Sparta befinden sich seit langem in einem zerstörerischen Krieg, und Lysistrata ruft Frauen aus beiden Städten zusammen, um die inakzeptable Lage zu beenden. Sie schlägt vor, dass die Frauen sich alle so lange den Männern sexuell verweigern, bis diese den Krieg beenden.
Der Spiegel meinte zu Romy Schneiders Auftritt: „Das von anzüglicher Thematik bestimmte Werk bedingt, daß etwa die Darstellerin Romy Schneider in der Rolle der Lysistrata-Gefährtin Myrrhine Verse deklamieren muß, die der einstigen ‚Sissy‘-Interpretin seltsam anstanden. „Leg dich hin und schließ die Augen“, spricht Romy-Myrrhine in der Kortner-Fassung.“ Über das gesamte Fernsehspiel urteilte die Zeitschrift, das Publikum sei wohl vor Langeweile davongelaufen. Der Skandal habe „bei den wahrhaft nicht verwöhnten Zuschauern Hoffnungen erweckt, von denen nicht eine erfüllt wurde.“